# MusicBee
MusicBeeは、 Microsoft Windowsでオーディオファイルを再生および整理するためのフリーのメディア プレーヤーであり、 BASS (オーディオライブラリ)を使用して構築されている。 

## 特徴
- MP3、AAC、M4A、MPC、OGG、FLAC、ALAC、APE、Opus、TAK（ロシア語版）、WavPack、WMA、WAV、MIDI、MOD、UMX、XMコーデックのオーディオファイルの再生
- CDDAのサポートによるオーディオCDの再生やリッピング機能
- ローカルライブラリのコンテンツを外部デバイス ( iOS 3.0 ベースおよびそれ以前を含む) と同期し、 iTunesおよびWindows Media Playerからライブラリをインポートする同期機能
- 元のメタデータを保持したまま、サポートされている全てのオーディオ フォーマットとの間の変換を行うファイルコンバーター。
- 連続するオーディオトラック間を途切れなく再生するギャップレス再生機能
- 個々のトラック間で音量の正規化を実行し、音の大きさを均等化するリプレイゲイン機能
- アーティスト、アルバム、トラック番号、その他のメタデータなどのオーディオタグ値の組み合わせに基づいて、音楽を検索、整理するライブラリ管理機能
- MusicBee からLast.fmへの現在の再生情報を共有するScrobble機能
- プレーヤーのレイアウトや外観、キーバインドなどの変更を行うスキン・キーバインドカスタマイズ機能
- MiniLyrics（ロシア語版）との統合: オーディオ ファイルに同期した歌詞の表示と編集用。
- 組み込みのWASAPIおよびASIOサウンドインターフェース
- シャッフル機能を拡張する、ユーザーが細かく設定可能な自動プレイリスト・オートDJ機能
- 自動スリープ・シャットダウン機能
- Web スクレイピングによるアルバムの自動タグ機能とアートワーク取得機能[2]
- プラグインのサポート: コミュニティ拡張機能の形での追加機能 (以下を参照)。

### アドオン コンポーネント
- カスタムスキン
- Winamp 、BassBox、 Windows Media Player 、 Soniqueの音楽視覚化
- MP3ファイルのWebページを分析し、ユーザーが再生/ダウンロードできるように結果を表示するWebブラウザ[3]
- 追加の音声タグ付けツール
- Androidデバイス用のMusicBee Remoteプラグイン[4]
- 再生中のトラック情報をDiscordのアクティビティとして表示するDiscordBeeプラグイン
- Windows 10に組み込まれたメディアコントロールシステムを使用して musicbeeを制御できるようにするWindows Media Overlayプラグイン

## 評判
2023年に、TechRadarはMusicBeeをPC向けの「すべての無償のオーディオプレイヤーの中で最高のもの」と評した。